# Elevator

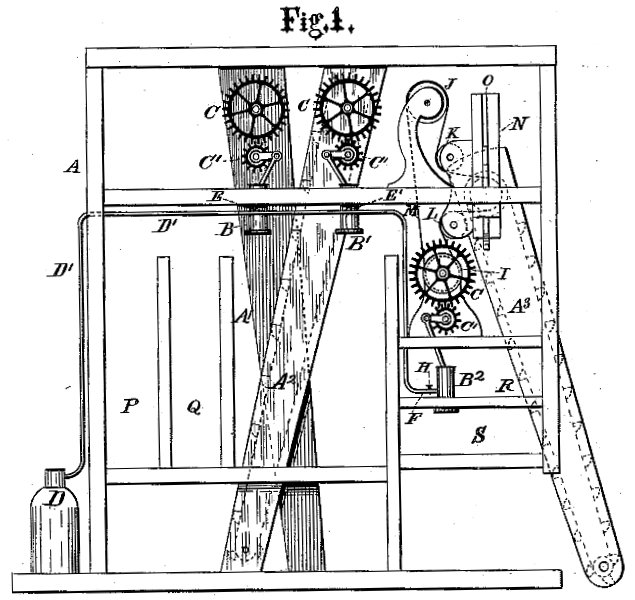
Patentritning för Robert Dunbars amerikanska patent för förbättring av sädeselevator från 1880

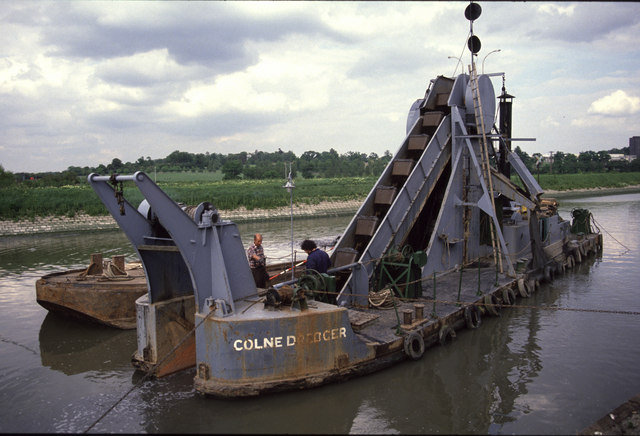
Mudderverk med skopelevator

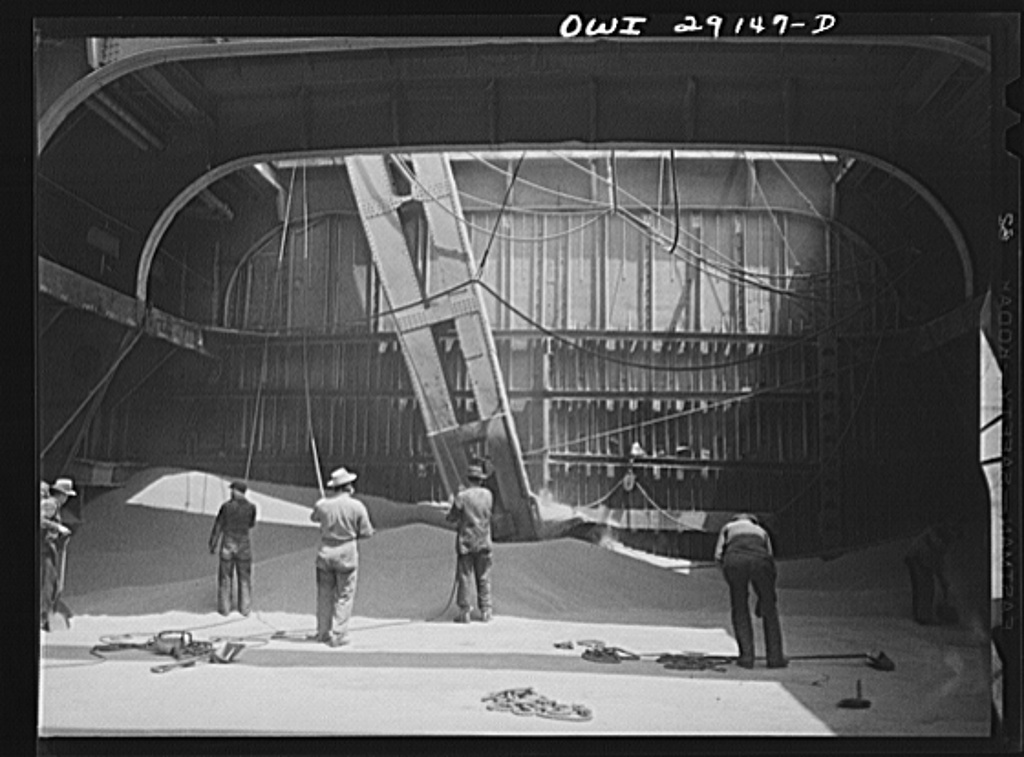
Tömning av säd med skopelevator till sädessilo i Buffalo, New York i USA 1943

En elevator är en transportör med medbringare, till exempel skopor. Elevatorn transporterar gods på ett band eller liknande samtidigt i höjdled som horisontellt, i likhet med en rulltrappa för persontransport mellan olika (vånings)plan.
Typisk användning av elevator finns inom jordbruk och livsmedelsindustri för hantering av säd, foder eller gödsel, inom gruvindustri, i sandtag, i processindustri, vid muddring och i hamnar.
Uppfinningen av elevatorer möjliggjorde utveckling i USA av sädeslagring av höga sädessilor från mitten av 1800-talet, i vilka lös säd fylldes i höga flervåningsceller uppifrån med hjälp av skopelevatorer. På engelska fick också själva silon namn efter elevatorn ("grain elevator"). Innan användningen av sädeselevatorer medgav bulklastbulkhantering, lagrades och transporterades säd i säckar. Innovatörer anses vara  köpmannen Joseph Dart och ingenjören Robert Dunbar (1812–1890), som 1842–1843 installerade en skopelevator i  Buffalo, New York, som transporterade säd från ett lastfartygs lastrum till toppen av ett torn på kajen.